# Филенида

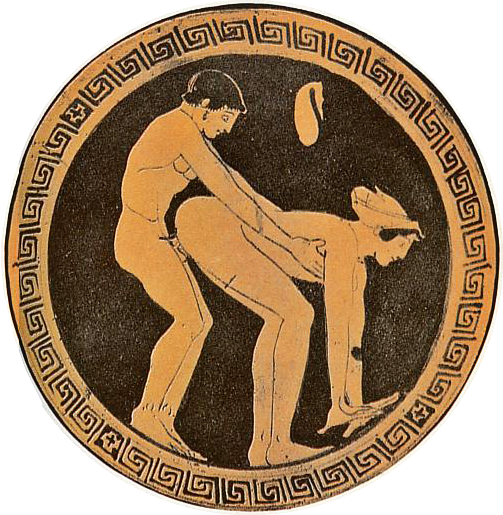
Филениде приписывают создание руководства по сексу, содержащего описания различных сексуальных позиций. Это краснофигурное изображение на килике (480—470 гг. до н. э.) показывает мужчину, вступающего в половую связь с гетерой, древнегреческой проституткой

Филенида Самосская (др.-греч. Φιλαινίς ἡ Σαμία) — предполагаемый автор знаменитого античного руководства по сексу. Согласно сохранившемуся фрагменту трактата, приписываемого ей, она была родом с Самоса, а её отца звали Окимен. Однако многие современные учёные считают «Филениду» вымышленным персонажем, чей образ, возможно, был принят различными эротическими писателями. Две сатирические древнегреческие эпиграммы из «Палатинской антологии» поэтов Эсхриона Самосского и Диоскорида призваны были защитить репутацию Филениды, настаивая на том, что она не писала приписываемый ей трактат. Вместо этого Эсхрион утверждал, что трактат был написан афинским софистом Поликратом. Предполагаемые труды Филениды были хорошо известны на протяжении всей классической Античности, и учёные полагают, что они, возможно, повлияли на «Науку любви» Овидия.
В более поздние времена Филенида приобрела репутацию распутницы. Вымышленный персонаж по имени Филенида появляется в «Эпиграммах» римского поэта Марциала как мужеподобная женщина, известная тем, что занимается сексом с женщинами. Христианские писатели Юстин Философ, Татиан и Климент Александрийский осуждали сочинения, приписываемые Филениде, как порочные и безнравственные. В псевдо-лукианском диалоге IV века «Две любви» упоминается Филенида, использующая страпон для секса с женщинами. Именно по этим поздним упоминаниям Филенида и была наиболее известна на протяжении большей части современной эпохи, и она значится в работах английских авторов Томаса Хейвуда и Джона Донна, которые оба охарактеризовали её как сексуальную девиантку. В 1972 году были опубликованы три кратких фрагмента трактата, якобы написанного Филенидой, который ранее был обнаружены в Оксиринхе, будучи частью папирусов Оксиринха.

## Ранние упоминания

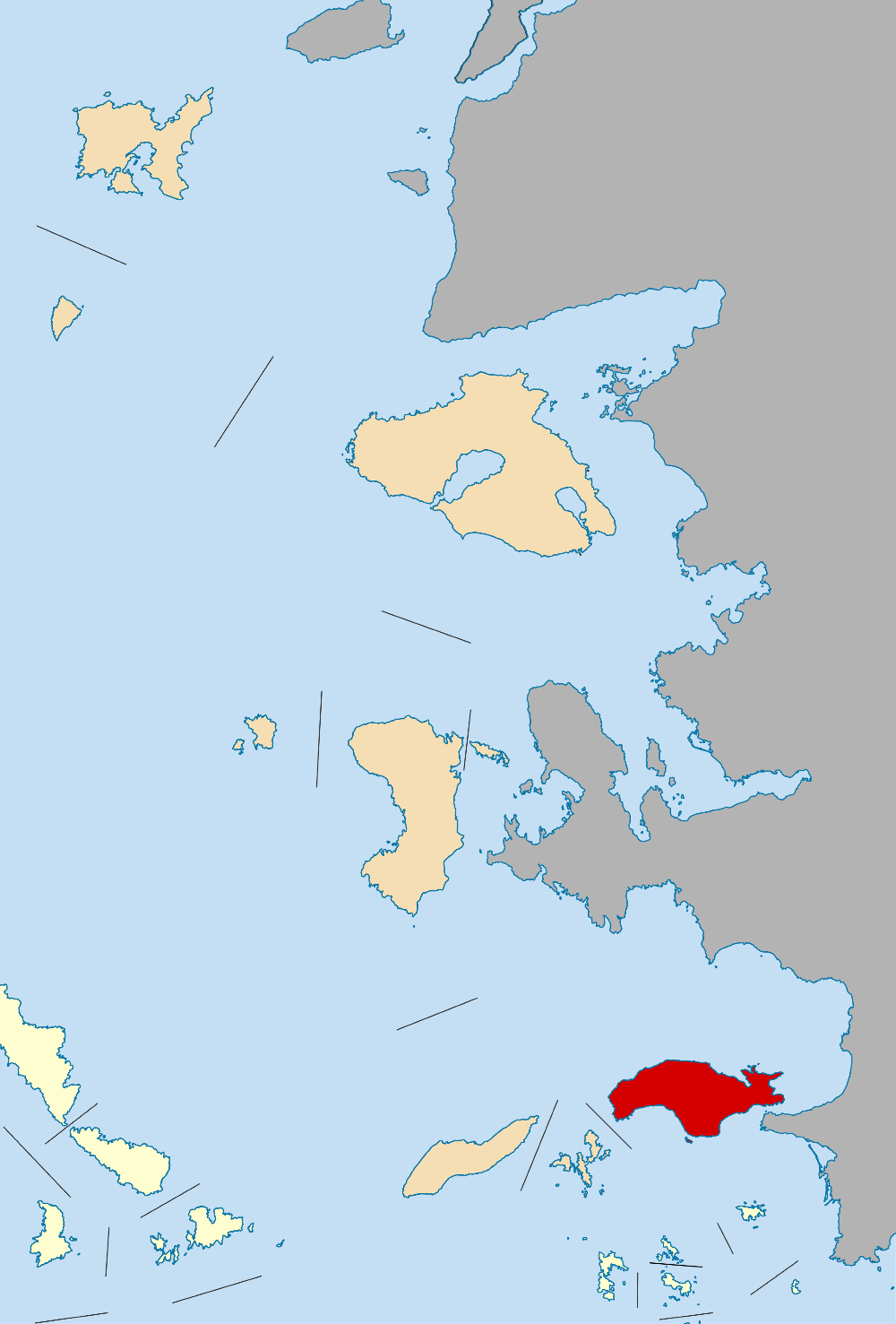
Филенис, по некоторым сообщениям, происходила с острова Самос, который в античности был связан с проституцией.

Филенида — самая часто упоминаемая из древних женщин, которым приписывали эротический трактат, и она фигурирует во множестве древних источников. Согласно одному из сохранившихся фрагментов трактата из Оксиринха, эта работа была написана «Филенидой Самийской, дочерью Окимена», Афиней называл её «Левкадской». Её мать в источниках иногда называют Гиллиной. Современные учёные преимущественно считают, что Филенида — это вымышленный персонаж, который был персонифицирован, возможно, несколькими различными эротическими писателями.
Среди современных ученых принято считать, что Филенида была проституткой. Согласно Яну Майклу Планту, имя филенида (уменьшительное от «филена», женской формы греческого слова «филос», означающего «любовь»), по-видимому, было псевдонимом, обычно используемым проститутками в Древней Греции. Её связь с Самосом также подтверждает версию о Филениде-проститутке: в древности остров славился своими дорогими гетерами. Д. У. Томсон Весси также пришёл к выводу, что Филенида — вымышленный персонаж, представляющий собой «прототипную блудницу». Сандра Берингер же яростно отвергла мнение о Филениде как о проститутке, настаивая на том, что нет никаких доказательств, будто «Филенида» было «именем проститутки», или что кто-либо когда-либо в древности рассуждал о Филениде как о проститутке. По её мнению, древние авторы просто рассматривали ту как сексуально распущенную женщину.

### В «Палатинской антологии»
Два стихотворения в «Палатинской антологии» (одна — Эсхриона Самосского, другая — поэта III века до н. э. Диоскорида) отрицают, что Филенида создала приписываемое ей произведение. Эсхрион написал эпиграмму на гробницу Филениды у моря, но не указал, где она находилась. В эпитафии Филенида изображается как непосредственно обращающаяся к μάταιος ναύτης («беспутному моряку»), но адресат явно не указывается как ξένος («чужестранец»). Моряки в древности славились своей похабностью и распутством, таким образом, Эсхрион, возможно, хотел, чтобы адресация эпитафии была ироничной. У Эсхриона Филенида яростно настаивает на том, что она никогда не создавала приписываемую ей книгу. Вместо этого она приписывает эту работу человеку по имени Поликрат — возможно, афинскому софисту с тем же именем, что, однако, доподлинно не установлено.
Диоскорид в своём сочинении также яростно отрицал, что Филенида действительно была автором приписываемого ей трактата, но, в отличие от эпитафии Эсхриона, он не пытался предложить другого человека в качестве автора. По словам Д. У. Томсон Весси, вполне возможно, что Диоскорид подразумевал молчаливое одобрение приписывания Эсхрионом трактата Поликрату. Также, в отличие от Эсхриона, Диоскорид явно обозначил Филениду как выходца с Самоса. Тем не менее, ни одно из этих двух стихотворений не пыталось оспорить существование рассматриваемого трактата. Цанцанолу согласился с тем, что Эсхрион приписывал эту работу Поликрату из Афин, утверждая, что её стиль согласуется с тем, что известно о его стиле. Берингер утверждала, что эпиграммы Эсхриона и Диоскорида являются сатирическими и отнюдь не защищают Филениду, они фактически поддерживают её негативную репутацию, отмечая, что, хотя об Эсхрионе ничего не известно, сохранилось более 40 эпиграмм Диоскорида, многие из которых откровенно сатирические. В построении эпиграмм, в которых Филенида подробно указывает, кем она якобы не является, но не говорит, кем «на самом деле» является, Берингер видит указание на иронический замысел стихотворений.

### Трактат из Оксиринха
Фрагменты работы, якобы написанной Филенидой, были обнаружены в Оксиринхе и опубликованы в 1972 году как «P. Oxy. 2891». Хотя ранее считалось, что её книга была монографией о сексуальных позициях, обнаруженные фрагменты свидетельствуют о том, что тематика работы была значительно шире. По мнению Эдгара Лобеля, она была скорее «систематическим изложением ars amatoria». Этот трактат, по-видимому, не был задуман как серьёзное руководство, а скорее — как пародия на жанр.
Трактат был написан простым, повседневным языком и не претендовал на какую-либо литературную искусность. Он был разделён на чётко организованные разделы, каждый из которых был посвящён определённой теме. Хотя Филенида, предполагаемый автор этой работы, была родом с Самоса, сохранившаяся часть работы содержит очень мало ионических форм. Это может быть результатом того, что к IV веку, когда работа, вероятно, была написана, койне начал становиться преобладающим диалектом в ранее ионических областях Греции. По другой версии, поскольку «Филенида», скорее всего, было псевдонимом истинного автора, более вероятно, что для придания поверхностной правдоподобности произведению требовалось лишь несколько ионических форм.
Сохранились три фрагмента руководства из Оксиринха, приписываемые Филениде. Все они чрезвычайно кратки, а почерк на них едва различим в некоторых местах. Во втором из трёх фрагментов можно точно определить только пять букв. Эти фрагменты относятся к самому началу свитка папируса, который был разделён на две параллельные колонки. Первая колонка начинается с преамбулы, описывающей работу Филениды:
Филенида Самианка, дочь Окимена, сочинила эту книгу для тех, кто хочет прожить свою жизнь со знанием, полученным научным путём, а не непрофессиональным. Она трудилась изо всех сил ...
Второй и третий фрагменты взяты из начала второго столбца на свитке:
О соблазнах: Итак, соблазнитель должен прийти к женщине неопрятным и нечесаным, чтобы она не считала его человеком, который много хлопочет...
[Об обольщении]: ... с намерением... - пока он говорит, что она..... равняется богине, что та, что уродлива, так же прекрасна, как Афродита, а та, что постарше, - как Рея.
О поцелуях: ...
Берингер утверждала, что открытие этих фрагментов только доказывает, что жанр сексуальных писаний существовал в Античности, и подчёркивала, что этот трактат не доказывает, что сама Филенида была реальной личностью или что когда-либо существовало «оригинальное» руководство по сексу, написанное ею.